# Spirito di luce
Spirito di luce è un romanzo dell'autrice statunitense Marion Zimmer Bradley, scritto nel 1995. Riprende una vecchia passione dell'autrice per i romanzi fantasy con forti accenti di occultismo ed elementi inerenti ai generi gotico e paranormale.
Questo volume è il capostipite di una serie di quattro romanzi, scritti negli anni novanta, che si riallacciano a una trilogia scritta dall'autrice sul finire degli anni settanta.

## Trama
Il libro narra delle vicende di Verity Jourdemyne, figlia di Thorne Blackburne, una specie di santone Hippy che negli anni sessanta predicava l'avvento dell'Età dell'Acquario e celebrava, con i suoi accoliti, dei riti per favorire l'evento.
Nel corso di uno di questi riti la madre di Verity, nonché amante del santone, muore, e Verity viene affidata alle cure della sorella di lei, dopo che il padre sparisce misteriosamente quella stessa notte.
Anni dopo, Verity, che nel frattempo è diventata un'esperta di statistiche sul paranormale, pur essendo profondamente scettica nei confronti di tutto ciò che non si può toccare e misurare, deve indagare su alcuni stranissimi eventi paranormali verificatesi nella casa dove il padre celebrava i suoi rituali. Recatasi sul posto, scopre che una nuova comunità di credenti si è stabilita nella casa per seguire le orme di Thorne Blackburne.
Il capo di questa comitiva è un tipo affascinante ma un po' inquietante che cerca di spingerla a partecipare all'opera attivamente.
Alla fine del libro si scopre che il capo di questa nuova congrega e la medium del gruppo sono anch'essi figli di Thorne, il quale, dopo misteriose apparizioni e messaggi che fa pervenire a Verity ricompare in maniera più tangibile nelle ultime pagine per aiutare la protagonista a bloccare il fratellastro dal completare un'impresa che porterebbe l'umanità ad una condizione di vita che non potrebbe sopportare. Egli spiega alla figlia cosa successe la notte in cui morì sua madre e la spinge a superare i conflitti che aveva con la figura paterna, incoraggiando una maggiore comprensione della sua filosofia di vita e delle sue azioni.
Detto questo si trasforma in un antico albero del parco.
Verity può ora tornare alla sua normale routine, con in più il bagaglio dell'eredità paterna, che finalmente ha accettato.
Le sue avventure saranno raccontate nei libri seguenti: Magia di luce e Tenebra di luce.

## Edizioni
- Marion Zimmer Bradley, Spirito di luce, TEA,  p. 346, ISBN 88-7818-239-7.